# Der Staatsanwalt hat das Wort: Anatomie eines Unfalls
Anatomie eines Unfalls ist ein deutscher Fernsehfilm von Werner Röwekamp aus dem Jahr 1971. Das kriminologische Fernsehspiel erschien als 19. Folge der Filmreihe Der Staatsanwalt hat das Wort.

## Handlung
Der Fernfahrer Kurt Marquardt hat sich vor Gericht für eine Tat zu verantworten, die zwei junge Menschen das Leben kostete. Ein Bruchteil von Sekunden machte aus einem unbescholtenen Mann einen Verbrecher. Im Gerichtssaal sehen sich aber auch alle Anwesenden gezwungen, ihr eigenes Verhalten, ihre moralische Mitverantwortung zu überprüfen. Was war geschehen? Wo lagen die Ursachen für diese Tat?
Die Zeitung "Neue Zeit" gibt die Handlung wie folgt wieder. " "[Kurt Marquardt] fällt ... aus allen Wolken als [sein Sohn] Bernd nicht zum Abitur zugelassen wird. Der Vater ertränkt Enttäuschung und Erregung im Alkohol, wird jedoch nach kurzem Schlaf unerwartet um Aushilfe gebeten und wagt sich – trotz des Brummschädels – ans Lenkrad. Seine Frau warnt ihn, sein Beifahrer bemerkt die Zerstreutheit, doch keiner handelt entschieden genug. In gefahrvoller Situation mangelt es Marquardt an Konzentrationsvermögen. Die Folge: Unfall mit tödlichem Ausgang für zwei junge Menschen. Dafür hat sich Kurt Marquardt zu verantworten und wird zu zwei Jahren Gefängnis und gleichzeitigem Entzug der Fahrerlaubnis verurteilt.

## Produktion
Anatomie eines Unfalls entstand 1971  im Zuständigkeitsbereich des Deutschen Fernsehfunks, Bereich Unterhaltende Dramatik – Redaktion „Der Staatsanwalt hat das Wort“. 
 Szenenbild: Heinz-Helmut Bruder; Dramaturgie: Jutta Schütz; Kommentare: Peter Przybylski.
Das Filmmaterial ist zum größten Teil verschollen.

## Rezeption
Im Neuen Deutschland vom 27. August 1971 fand der Film ein positives Echo. Es wurde hervorgehoben, man könne den Zuschauer auch „ohne atemberaubende Verbrecherjagd und knallharten Schlagabtausch an den Bildschirm fesseln.“ Weiter war die Rede von einem dramaturgisch geschickten Aufbau und wohldurchdachten Montagen. Gegenüber früheren Staatsanwalt-Folgen sei der erläuternde Kommentar auf ein Minimum beschränkt und günstiger platziert worden.